# David Allen (Autor)

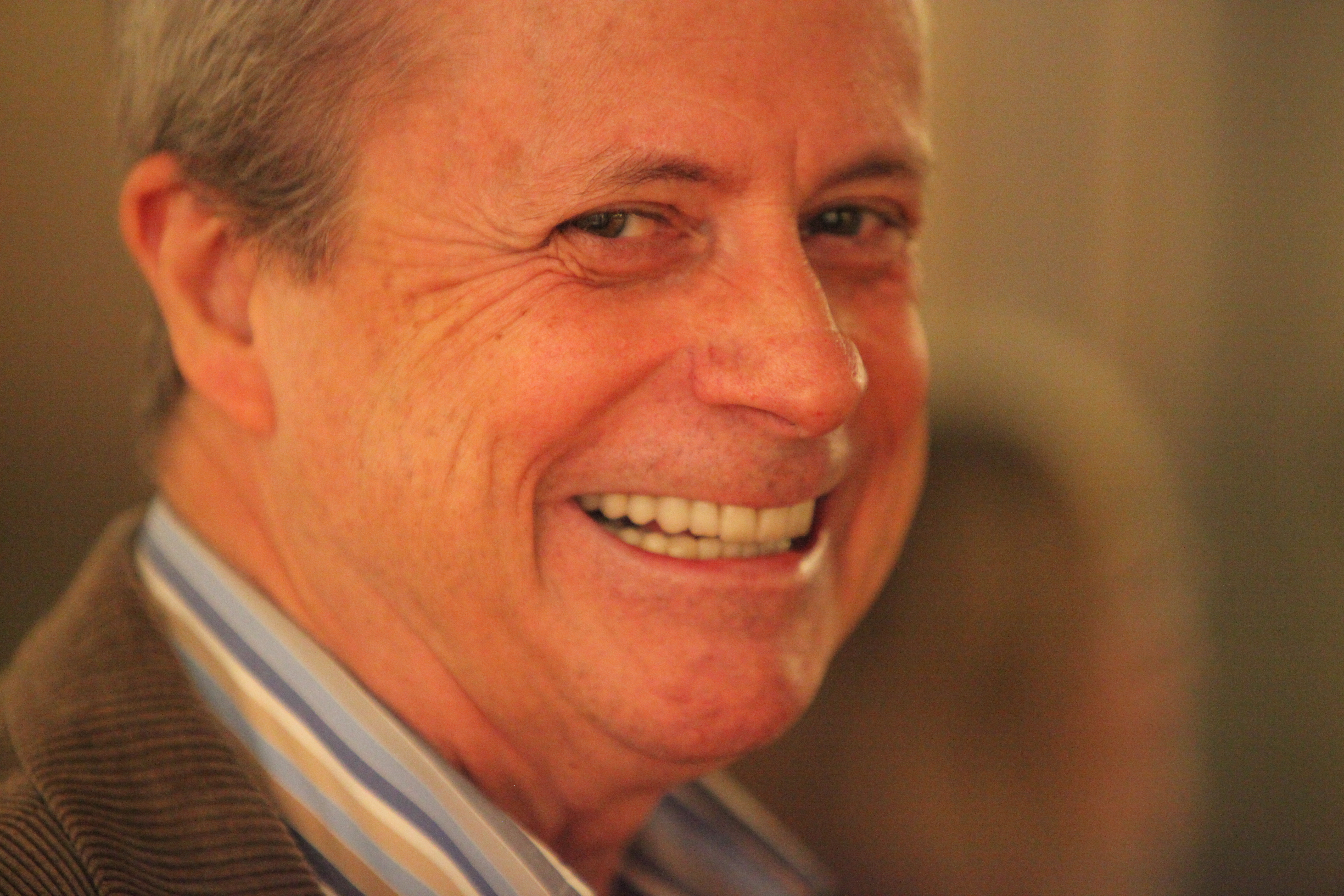
David Allen

David Allen (* 28. Dezember 1945) ist ein US-amerikanischer Autor, Berater und Erfinder der Selbstmanagement-Methode Getting Things Done.
Er ist der Gründer der David Allen Company, die sich auf Produktivitätsmethoden und das Coaching von Führungspersonen spezialisiert hat. Die „Getting Things Done“-Methode (GTD) ist ein Teil des Angebotes der Firma. Des Weiteren war Allen Mitgründer der Firma Actioneer, Inc., die sich auf die Entwicklung von Produktivitätssoftware für den Palm Pilot spezialisiert hatte.
Allen hat vier Bücher geschrieben: Getting Things Done: The Art of Stress-Free Productivity („Wie ich die Dinge geregelt kriege: Selbstmanagement für den Alltag“), welche seine Produktivitätsmethode beschreibt sowie Ready for Anything: 52 Productivity Principles for Work and Life („So kriege ich alles in den Griff: Selbstmanagement im Alltag“), eine Zusammenstellung von Zeitungsartikeln Allens zum Thema Produktivität (beide deutschen Ausgaben erschienen bei Piper). Im Dezember 2008 erschien Making It All Work: Winning at the Game of Work and Business of Life („Ich schaff das! Selbstmanagement für den beruflichen und privaten Alltag“, erschienen bei Gabal), worin er an sein erstes Buch anknüpft. Im Jahr 2015 brachte er eine überarbeitete Neuausgabe seines ersten Buches „Getting Things Done“ heraus. Im Jahr 2020 erschien „Die Dinge gechillt geregelt kriegen: Hausaufgaben, Handy und Hobby besser organisieren.“ als speziell für Teenager und Eltern adaptierte Version von „Getting Things Done“. Für den 21. Mai 2024 ist die Herausgabe von „Team: Getting Things Done with Others“ in der englischen Edition geplant.
Er lebte mit seiner Frau Kathryn in Ojai, Kalifornien. Im Mai 2014 zog er mit seiner Frau nach Amsterdam, Niederlande.

## Bücher
- Allen, David (2001). Wie ich die Dinge geregelt kriege: Selbstmanagement für den Alltag, Piper Taschenbuch,  ISBN 3937051457.
  - Überarbeitete Neuausgabe: Allen, David (2015). Wie ich die Dinge geregelt kriege: Selbstmanagement für den Alltag, Piper Taschenbuch, ISBN 3492307205.
- Allen, David (2003). So kriege ich alles in den Griff: Selbstmanagement im Alltag. Piper Taschenbuch. ISBN 3492251919.
- Allen, David (2008). Ich schaff das!: Selbstmanagement für den beruflichen und privaten Alltag. Verlag Gabal. ISBN 3869361786.
- Allen, David (2020). Die Dinge gechillt geregelt kriegen: Hausaufgaben, Handy und Hobby besser organisieren. Piper Paperback, ISBN 3-492-06221-0.